# Liolaemus exploratorum
Liolaemus exploratorum este o specie de șopârle din genul Liolaemus, familia Tropiduridae, descrisă de José Miguel Cei și Williams 1984. Conform Catalogue of Life specia Liolaemus exploratorum nu are subspecii cunoscute.